# Agata Karczewska
Agata Karczewska – polska wokalistka, autorka piosenek i gitarzystka z Warszawy, tworząca w stylu amerykańskiego folku, bluesa, country.

## Życiorys
W 2017 brała udział w 5. edycji Idola.
W tym samym roku ukazał się jej debiutancki minialbum z autorskim materiałem pt. „You’re Not So Special”. Większy rozgłos artystka uzyskała dzięki singlowi "Fool" prezentowanemu w radiowej Trójce.  
W marcu 2019 przy współpracy z Marcinem Borsem został wydany debiutancki album Karczewskiej, tj. I’m Not Good at Having Fun, za który artystka otrzymała nominację do Fryderyka 2020. W tym samym roku otrzymała również Mateusza - specjalne wyróżnienie dla młodych artystów przyznawane przez radiową Trójkę. Uczestniczka projektu organizowanego przez Estradę Poznańską "Estrada w sieci: DUETY", w ramach którego razem z Johnem Porterem, stworzyła utwór "No Way to Say Goodbye”. Kontynuacją ich współpracy był wydany w czerwcu 2023 r. album „On The Wrong Planet”, za który otrzymali nagrodę Fryderyk w kategorii album roku blues.
W grudniu 2024 r. ukazała się kolejna EP-ka Agaty pt. „Not My First Rodeo”. 
Występowała na takich festiwalach jak: Halfway Festiwal w Białymstoku, Pol’and’Rock Festival, Jarocin Festiwal, Open’er Festival oraz Way Out West w Szwecji.

## Dyskografia

### Albumy
| Rok  | Dane dot. albumu | Najwyższa pozycja na liście | Certyfikat | Sprzedaż |
| Rok  | Dane dot. albumu | POL                         | Certyfikat | Sprzedaż |
| ---- | --- | --------------------------- | ---------- | -------- |
| 2023 | On The Wrong Planet - Wydany: 16 czerwca 2023 r. - Wytwórnia: Mystic                                                |                             |            |          |
| 2019 | I’m Not Good at Having Fun - Wydany: 29 marca 2019 - Wytwórnia: OFFbeat Music Agency - Format: CD, digital download |                             | - POL:     | - POL:   |
|      | |                             |            |          |

### Minialbumy
| Rok  | Dane dot. albumu                                                                                              | Najwyższa pozycja na liście | Certyfikat | Sprzedaż |
| Rok  | Dane dot. albumu                                                                                              | POL                         | Certyfikat | Sprzedaż |
| ---- | --- | --------------------------- | ---------- | -------- |
| 2024 | Not My First Rodeo - wydany: 4 grudnia 2024 - wytwórnia: Antena Krzyku                                        |                             |            |          |
| 2017 | You’re Not So Special - Wydany: 25 stycznia 2017 - Wytwórnia: OFFbeat Music Agency - Format: digital download |                             | - POL:     | - POL:   |

### Single
| Rok  | Tytuł  | Pozycja na liście | Album                      |
| Rok  | Tytuł  | LP3               | Album                      |
| ---- | ------ | ----------------- | -------------------------- |
| 2019 | „Fool” | 17                | I’m Not Good at Having Fun |